# 森下伸也
森下 伸也（もりした しんや、1952年8月 - ）は、日本の社会学者。関西大学人間健康学部教授。研究テーマは社会学、ユーモア論。ユーモア・サイエンス学会会長。鳥取県出身。

## 略歴
- 1976年 - 京都大学文学部哲学科社会学専攻卒業
- 1984年 - 大阪大学大学院人間科学研究科博士課程、単位取得満期退学
- 1984年 - 1987年 長崎大学講師
- 1987年 - 1990年 長崎大学助教授
- 1990年 - 1997年 金城学院大学人間科学部助教授
- 1996年 - 1997年 ウィーン大学客員教授
- 1997年 - 2009年 金城学院大学人間科学部教授
- 2009年 - 関西大学社会学部教授
- 2010年 - 関西大学人間健康学部教授。
- 2010年 - 日本笑い学会会長

## 著作
- 『ユーモアの社会学』 世界思想社、1996年 ISBN 4-7907-0587-0
- 『社会学がわかる事典 読みこなし使いこなし活用自在』 日本実業出版社、2000年 ISBN 4-534-03173-4
- 『もっと笑うためのユーモア学入門』 新曜社、2003年 ISBN 4-7885-0844-3
- 『逆説思考 自分の「頭」をどう疑うか』 光文社新書、2006年 ISBN 4-334-03362-8

### 共著
- 『パラドックスの社会学』 君塚大学・宮本孝二共著、新曜社、1989年、増補版1998年 ISBN 4-7885-0334-4
- 『組織とネットワークの社会学』 宮本孝二・君塚大学共編、新曜社、1994年 ISBN 4788504898

### 翻訳
- ピーター・バーガー、H.ケルナー『社会学再考 方法としての解釈』 新曜社、1987年 ISBN 4-7885-0260-7
- A・ローウェン『ナルシシズムという病い　文化・心理・身体の病理』 新曜社 1990年 ISBN 4-7885-0381-6
- チャールズ・リンドホルム『カリスマ―出会いのエロティシズム』 新曜社、1992年 ISBN 4-7885-0420-0
  - 『カリスマ』ちくま学芸文庫、2021年 ISBN 4480510591
- ジョン・モリオール『ユーモア社会をもとめて　笑いの人間学』 新曜社、1995年 ISBN 4-7885-0511-8
- クリストファー・ラッシュ『エリートの反逆 現代民主主義の病い』 新曜社、1997年 ISBN 4-7885-0511-8
- ピーター・バーガー『癒しとしての笑い　ピーター・バーガーのユーモア論』 新曜社、1999年 ISBN 4-7885-0666-1
- ピーター・バーガー、アントン・ザイデルフェルト『懐疑を讃えて 節度の政治学のために』 新曜社、2012年 ISBN 978-4-7885-1279-5
- ピーター・バーガー『退屈させずに世界を説明する方法　バーガー社会学自伝』 新曜社、2015年 ISBN 978-4-7885-1432-4